# Monhystera stadleri
Monhystera stadleri är en rundmaskart som beskrevs av Goffart 1950. Monhystera stadleri ingår i släktet Monhystera och familjen Monhysteridae. Inga underarter finns listade i Catalogue of Life.